# Hardwired... to Self-Destruct
Hardwired... to Self-Destruct е десетият студиен албум на хевиметъл групата Металика. Той излезе на 18 ноември 2016 г. Този албум е първият, който е издаден от лейбъла на бандата – Blackened Recordings и в който китаристът на групата Кърк Хамет не е участвал в писането на песните.
Металика започва да записва песни още от 2011 г. с продуцента на миналия им албум Рик Рубин. През 2014 г. групата издава песен, написана за турнетата им – „Lords of Summer“. През същата година по време на турне китаристът на бандата Кърк Хамет изгубва телефона си на летището в Копенхаген, в който е имало записи на над 250 рифа за албума. Тази случка кара групата да започне да записва наново през 2015 г. Записите в студиото продължили до юни 2016 г.
На 18 август 2016 г. Металика издава първия сингъл от албума – „Hardwired“, като на същия ден бандата обявява датата на излизане на албума. Обявено е, че ще има и делукс версия на албума, която ще съдържа т. нар. „Riff Origins“, които се водят демо версии на песните в албума. Впоследствие групата променя тази версия, като вместо „Riff Origins“ ще има техни песни, изпълнени на живо, песен в памет на Рони Джеймс Дио, кавъри на песни на Дийп Пърпъл и Айрън Мейдън, както и песента „Lords of Summer“. На 26 септември 2016 г. излиза вторият сингъл от албума – „Moth Into Flame“. На 31 октомври 2016 г. е пуснат и трети сингъл – Atlas, Rise!.

## Песни
Всички текстове са написани от Джеймс Хетфийлд, цялата музика е композирана от Джеймс Хетфийлд и Ларс Улрих, с изключение на „ManUNkind“.
| 1. | Hardwired           | 3:09 |
| 2. | Atlas, Rise!        | 6:28 |
| 3. | Now That We're Dead | 6:59 |
| 4. | Moth Into Flame     | 5:50 |
| 5. | Dream No More       | 6:29 |
| 6. | Halo on Fire        | 8:15 |

| 1. | Confusion          |                                  | 6:41 |
| 2. | ManUNkind          | Хетфийлд, Улрих, Робърт Трухильо | 6:55 |
| 3. | Here Comes Revenge |                                  | 7:17 |
| 4. | Am I Savage?       |                                  | 6:29 |
| 5. | Murder One         |                                  | 5:45 |
| 6. | Spit Out the Bone  |                                  |      |

| 1.  | Lords of Summer                            | Хетфийлд, Улрих, Трухильо                                    | 8:21 |
| 2.  | Ronnie Rising Medley                       | Рони Джеймс Дио                                              | 9:04 |
| 3.  | When a Blind Man Cries (Deep Purple кавър) | Ричи Блекмор, Иън Гилън, Роджър Глоувър, Джон Лорд, Иън Пейс | 3:32 |
| 4.  | Remember Tomorrow (Iron Maiden кавър)      | Стив Харис, Пол Ди'Ано                                       | 5:27 |
| 5.  | Helpless (live) (Diamond Head кавър)       | Шон Харис, Браян Татлър                                      | 3:15 |
| 6.  | Hit the Lights (live)                      | Хетфийлд, Улрих                                              | 4:06 |
| 7.  | The Four Horsemen (live)                   | Хетфийлд, Улрих, Дейв Мъстейн                                | 6:27 |
| 8.  | Ride the Lightning (live)                  | Хетфийлд, Улрих, Мъстейн, Клиф Бъртън                        | 8:16 |
| 9.  | Fade to Black (live)                       | Хетфийлд, Улрих, Бъртън, Кърк Хамет                          | 8:19 |
| 10. | Jump in the Fire (live)                    | Хетфийлд, Улрих, Мъстейн                                     | 4:50 |
| 11. | For Whom the Bell Tolls (live)             | Хетфийлд, Улрих, Бъртън                                      | 5:33 |
| 12. | Creeping Death (live)                      | Хетфийлд, Улрих, Бъртън, Хамет                               | 6:42 |
| 13. | Metal Militia (live)                       | Хетфийлд, Улрих, Мъстейн                                     | 6:43 |
| 14. | Hardwired (live)                           | Хетфийлд, Улрих                                              | 3:30 |

## Състав
Металика
- Джеймс Хетфийлд – вокали и китара, продукция
- Кърк Хамет – соло китара, беквокали
- Робърт Трухильо – бас китара
- Ларс Улрих – барабани и перкусии, продукция

Технически персонал
- Грег Фиделман – продукция, мастъринг, смесване